# ناماگیریپتای
ناماگیریپتای (به انگلیسی: Namagiripettai) یک منطقهٔ مسکونی در هند است که در بخش نمکل واقع شده‌است. ناماگیریپتای ۲۱٬۲۵۰ نفر جمعیت دارد و ۲۷۳ متر بالاتر از سطح دریا واقع شده‌است.